# Nietje

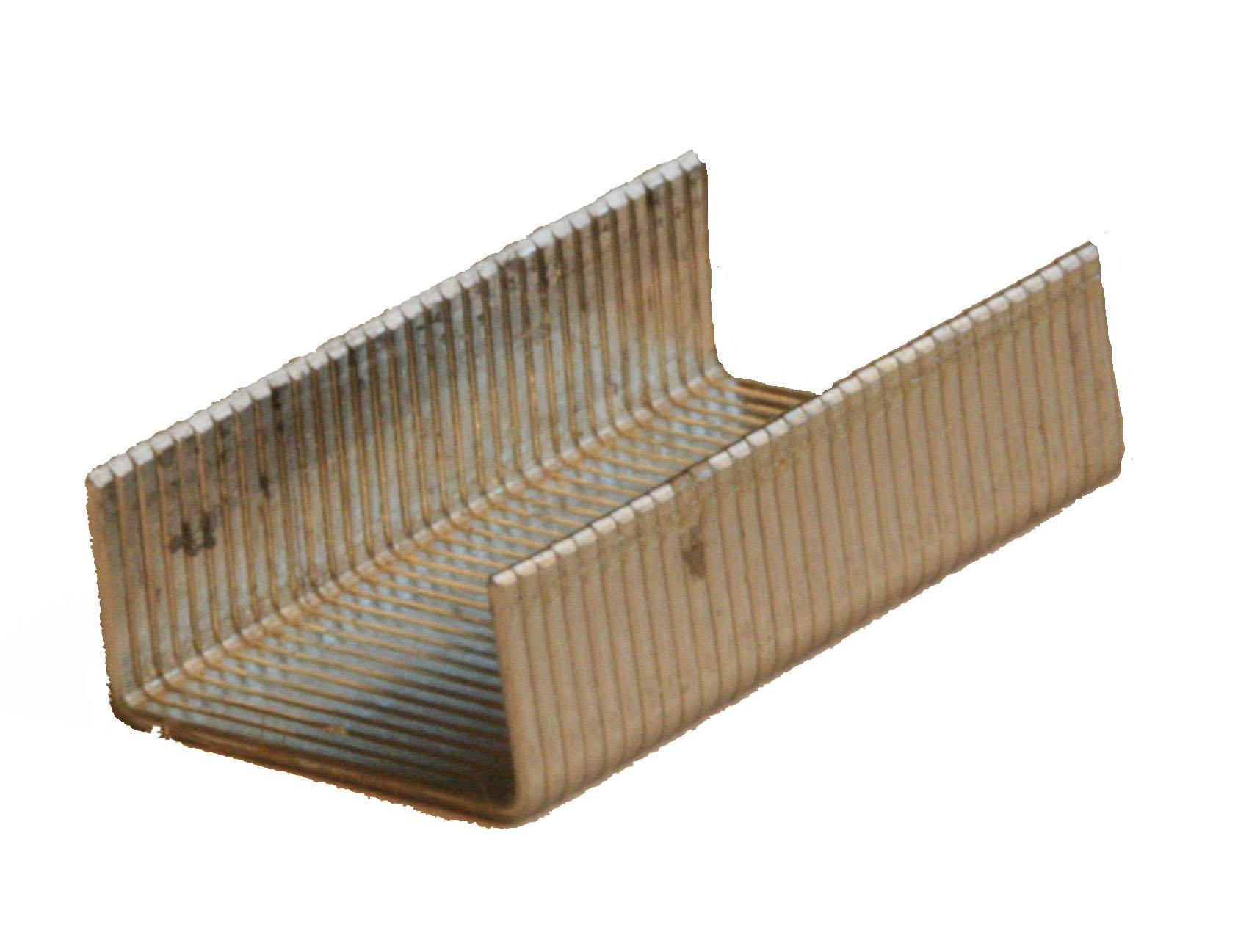
Nietjes

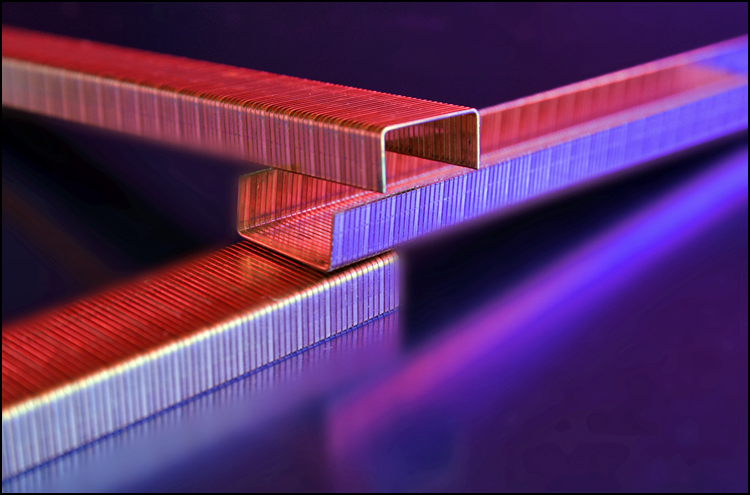

Een nietje is een pennetje van afgeplat metaaldraad met daarin twee hoeken van 90 graden waardoor het een lange zijde met twee kortere pootjes wordt. Een nietje wordt gebruikt als bevestigingsmateriaal. Dit bevestigen wordt nieten genoemd. Het woord nietje werd vroeger ook wel gebruikt voor een kleine klinknagel, in het Duits heet een klinknagel Niet.

## Achtergrond
Een nietje wordt met behulp van een nietmachine met de pootjes door bijvoorbeeld een paar vellen papier gedrukt en aan de achterkant worden de pootjes vervolgens naar elkaar toe gevouwen (soms van elkaar af), waardoor ze de vellen tegen elkaar klemmen. Nietjes worden ook gebruikt bij het stofferen van meubels, het vastzetten van gipsplaten en het bevestigen van elektrische draden aan de muur. Ze worden dan meestal met een nietpistool in hout geschoten. Als medische toepassing worden ze ook wel gebruikt bij het hechten van grote wonden.
Nietjes worden geleverd in lichtjes aan elkaar gelijmde reeksen van circa 50 stuks. Deze kunnen gemakkelijk in een nietmachine worden geladen. Nietjes zijn verkrijgbaar in enkele breedtematen en in diverse lengtematen. De breedte moet overeenkomen met die van de nietmachine. Nietmachines bestaan in verschillende maten. De lengte van de pootjes is bepalend voor de maximale dikte van de stapel aan elkaar te nieten papier: 100 vel 80 grams papier komt overeen met 10 mm hoogte. Het nietje heeft 3 mm extra nodig om het te hechten papier vast te zetten. Het betekent in dit geval dat de inzet van nietjes 23/13  nodig is.
Een nadeel van nietjes is dat ze op termijn kunnen gaan roesten. Voor het papier is roest zeer schadelijk. Uit documenten, die gearchiveerd worden, dienen  daarom alle nietjes verwijderd te worden. Dat geldt ook voor paperclips en andere ijzeren binders. Verkoperde nietjes dienen eveneens verwijderd te worden, omdat op den duur ook deze kunnen gaan roesten en het papier aantasten.
In de negentiende eeuw werd een procedé uitgevonden om boeken machinaal in te binden met behulp van nietjes. Veel van deze boeken hebben ten dage ernstige roestschade.
Bij tijdschriften worden de bladen meestal dubbelgevouwen en worden de nietjes in de vouwlijn aangebracht. Er bestaan ook nietjes met een oogje. Deze nietjes zijn geschikt om tijdschriften of brochures te bundelen in een ordner. De oogjes hebben de functie van perforaties in te bundelen papieren. De afstand van de oogjes moet daartoe corresponderen met de maatvoering van de ordner.

## Standaarden
De meest voorkomende nietjes hebben een afmeting van 24/6 (DIN 7405). Het getal 24 staat voor de Duitse hechtdraadnorm, zijnde de draadsterkte. Het getal 6 geeft de pootlengte aan, dus dat de nietjes 6 mm hoog zijn. Andere veelvoorkomende maten zijn 13/6, 13/8, 24/8, 26/6 en 26/8.
| Nietjes | Hoogte papier | Aantal vel | Draad Ø mm | Draadsterkte |
| ------- | ------------- | ---------- | ---------- | ------------ |
| 23/6    | 2 mm          | 20-30      | 0,64       | 1000         |
| 23/8    | 4 mm          | 20-50      | 0,64       | 1000         |
| 23/10   | 6 mm          | 40-70      | 0,70       | 1200         |
| 23/12   | 8 mm          | 60-90      | 0,70       | 1200         |
| 23/13   | 9 mm          | 70-100     | 0,70       | 1500-1600    |
| 23/15   | 11 mm         | 90-140     | 0,70       | 1500-1600    |
| 23/17   | 13 mm         | 110-160    | 0,70       | 1500-1600    |
| 23/20   | 16 mm         | 140-200    | 0,75       | 1800-1900    |
| 23/24   | 20 mm         | 180-240    | 0,75       | 1800-1900    |
| 24/6    | 2 mm          | 2-30       | 0,60       | 800-1000     |
| 24/8    | 4 mm          | 20-50      | 0,60       | 1000-1200    |
| 24/10   | 6 mm          | 40-70      | 0,60       | 1400-1500    |
| 24/12   | 8 mm          | 60-90      | 0,60       | 1400-1500    |
| 26/6    | 2 mm          | 20-30      | 0,49       | 800-1000     |
| 26/8    | 4 mm          | 20-50      | 0,50       | 1400         |
| 50/8    | 4 mm          | 20-50      | 0,70       | 1700-1900    |
| 50/10   | 6 mm          | 40-70      | 0,70       | 1700-1900    |
| 50/12   | 8 mm          | 60-90      | 0,70       | 1700-1900    |
| 50/15   | 11 mm         | 90-140     | 0,75       | 1800-1900    |
| 50/17   | 13 mm         | 110-160    | 0,75       | 1800-1900    |
| 50/20   | 16 mm         | 140-200    | 0,75       | 1800-1900    |
| 60/10   | 6 mm          | 40-70      | 1,00       | 1800-1900    |
| 60/12   | 8 mm          | 60-90      | 1,00       | 1800-1900    |
| 60/15   | 11 mm         | 90-140     | 1,00       | 1800-1900    |
| 60/17   | 13 mm         | 110-160    | 1,00       | 1800-1900    |
| 60/20   | 16 mm         | 140-200    | 1,00       | 1800-1900    |
| 60/23   | 19 mm         | 170-230    | 1,00       | 1800-1900    |

## Trivia
- Omdat het woord 'niet' voor een hulpmiddel om iets te bevestigen homoniem is met de ontkenning 'niet', wordt het vaak gebruikt in cryptogrammen en taalgrappen. Een voorbeeld is Het Naaimachine Lied uit 1995 van André van Duin, waarin de tekst "een naaimachine naait en een nietmachine niet" voorkomt.[1][2] Zo wordt een ontnieter ook weleens gekscherend een 'weller' genoemd, omdat 'wel' het tegengestelde is van het ontkenningswoord 'niet'.[3]
- Een nietje is tevens de aanduiding voor een op een nietje gelijkende in de grond verankerde beugel, dienende tot bevestiging van rijwielen.